# ويد سمول
ويد سمول (بالإنجليزية: Wade Small)‏ هو لاعب كرة قدم بريطاني، ولد في 23 فبراير 1984 في كرويدون في المملكة المتحدة. لعب مع تشارلتون أثلتيك وشيفيلد وينزداي وميلتون كينز دونز ونادي ألدرشوت تاون ونادي بلاكبول ونادي تشيسترفيلد ونادي ليويس ونادي ويمبلدون.

## وصلات خارجية
- ويد سمول على موقع إي إس بي إن إف سي (الإنجليزية)
- ويد سمول على موقع قاعدة بيانات كرة القدم.إي يو (الإنجليزية)
- ويد سمول على موقع Soccerbase.com (لاعب) (الإنجليزية)